# Monika Helbing
Monika Brigitte Helbing, amb nom de casada Monika Brigitte Freifrau von Seckendorff-Gudent, (Flein, Baden-Württemberg, Alemanya Federal, 16 de novembre de 1953) és una activista política alemanya, exmilitant de la segona generació de la Fracció de l'Exèrcit Roig (RAF). El 1977 va participar en el segrest de l'empresari i exoficial nazi Hanns Martin Schleyer, el 1980 es va refugiar a l'Alemanya de l'Est, el 1990 descoberta, el 1992 condemnada a set anys de presó i el 1995 posada en llibertat condicional.

## Trajectòria
El 1974 va interrompre el seu aprenentatge com a assistent d'infermera per a integrar-se a l'escena de simpatitzants de la RAF a través dels comitès antitortura. Aquell mateix any, juntament amb els posteriors membres de la RAF Christian Klar i Knut Folkerts, va participar en l'ocupació de l'oficina d'Amnistia Internacional a Hamburg. El 1976 va passar a la clandestinitat i va formar part de la «cèl·lula del sud d'Alemanya» de la RAF amb Klar i altres. A la tardor de 1977 va participar en la preparació i el seguiment del segrest de l'empresari i exoficial nazi Hanns Martin Schleyer. El juliol de 1977, va llogar, amb el pseudònim d'«Annerrose Lottmann-Bücklers» i com a presumpte sastre de moda, l'apartament número 104 del carrer Zum Renngraben, a Erftstadt, un edifici de gran alçada en el qual Schleyer va ser retingut. Més tard, va viatjar a Bagdad i es va preparar per a l'arribada d'altres membres de la RAF. El març de 1978, es va emetre una ordre de detenció contra Helbing per una gran sospita de participació en l'assassinat de Schleyer i pertinença a organització terrorista.
El 1980 va deixar la RAF, va fugir a la República Democràtica Alemanya i, juntament amb altres membres de la segona generació de la RAF, va rebre una nova identitat per l'Stasi. Es va establir a Eisenhüttenstadt i allà es va casar el 1981 amb Ekkehard Freiherr von Seckendorff-Gudent (nascut el 1940), que també es considerava associat a la RAF i contra qui hi havia una ordre de detenció des de l'agost de 1980. La parella vivia com a «Horst Winter» i «Elke Winter» i treballava a l'hospital de la ciutat: ell com a internista i ella com a infermera. Van tenir un fill i la família es va traslladar a Frankfurt de l'Oder el 1986. Durant diversos anys va treballar com a infermera de reumatisme al policlínic de la ciutat.
Després del final de la República Democràtica Alemanya, el juny de 1990 va ser detinguda i posteriorment jutjada, juntament amb altres militants de la RAF exiliats, després que les seves autèntiques identitats fossin desvetllades. El seu marit, que va ser detingut al mateix temps, va ser posat en llibertat com a no sospitós després d'un interrogatori. A causa de la seva implicació en el segrest de Schleyer, el 1992 va ser condemnada a set anys de presó pel Tribunal Regional Superior de Stuttgart, en virtud del programa de clemència. Entre altres coses, va declarar que el suïcidi de militants empresonats a la presó de Stammheim l'any 1977 s'havia planificat des del primer moment en cas que fracassés el seu alliberament (operació coneguda internament per la RAF com a «Acció Suïcida»). Segons Helbing, la història de «l'assassinat dels presoners» era una «mentida». El 1995 va ser posada en llibertat condicional i es va distanciar de la RAF. Posteriorment, va declarar com a testimoni en procediments penals de la RAF, inclòs el 1995 al Tribunal Regional Superior de Stuttgart sobre la implicació de Sieglinde Hofmann en l'assassinat de Schleyer i el 1997 al Tribunal Regional Superior de Frankfurt sobre la implicació de Monika Haas en el segrest de l'avió «Landshut».